# Pseudolmotega annulipes
Pseudolmotega annulipes là một loài bọ cánh cứng trong họ Cerambycidae.